# Son pur

La forme d'onde de pression exercée par un son pur en fonction du temps ressemble à ceci, sa fréquence détermine l'échelle de l'axe x, son amplitude détermine l'échelle de l'axe y, et sa phase détermine l'origine x.

En psychoacoustique, un son pur, ou encore un ton pur, une note pure, voire une tonalité pure (en anglais : pure tone) est un son avec une forme d'onde sinusoïdale. L'audiologie utilise les tons purs l'audiogramme tonal, qui détermine les seuils d'audition à différentes fréquences.

## Principe
Une onde sinusoïdale est caractérisée par sa fréquence (le nombre de cycles par seconde), son amplitude (la force de chaque cycle) et son déphasage (qui indique l'alignement temporel par rapport à un point de référence zéro). La  forme d'onde d'un son pur n'est pas modifiée par un système linéaire invariant dans le temps ; seule sa phase et son amplitude changent entre son entrée et sa sortie au sein d'un tel système.
Les ondes sinusoïdales peuvent être utilisés comme fonction de base pour construire des sons complexes. Un son complexe périodique peut être décomposé en un ensemble de sons purs dont les fréquences sont des multiples entiers de la fréquence fondamentale dont la série de Fourier indique les fréquences et les phases. Dans un système linéaire, la superposition de ces sons reconstituent le son complexe.
La localisation du son est souvent plus difficile avec des sons purs qu'avec d'autres sons,.

## Rapport à la hauteur du son et aux autres sons
Des sons purs ont été utilisés par des physiciens du XIXe siècle comme Georg Ohm et Hermann von Helmholtz pour soutenir des théories affirmant que l'oreille fonctionne d'une manière équivalente à une analyse fréquentielle de Fourier,. Dans la loi acoustique d'Ohm, élaborée plus tard par Helmholtz, les sons musicaux sont perçus comme un ensemble de sons purs. La perception de la hauteur dépend de la fréquence du son le plus important, et les phases des composantes individuelles sont ignorés. Cette théorie obsolète a souvent été accusée de créer une confusion entre la hauteur, la fréquence et les sons purs.
Contrairement aux sons musicaux qui sont composés de la somme d'un certain nombre de composantes sinusoïdales liées harmoniquement, les sons purs ne contiennent qu'une seule forme d'onde sinusoïdale. Lorsqu'ils sont présentés séparément et lorsque leur fréquence se rapporte à une certaine plage, les sons purs donnent lieu à une perception de hauteur unique, qui peut être caractérisée par sa fréquence. Dans cette situation, la phase instantanée du son pur varie linéairement avec le temps.
Si un son pur donne lieu à une perception constante, de façon stationnaire, on peut conclure que sa phase n'influence pas cette perception. Cependant, lorsque plusieurs sons purs sont présentées à la fois, comme dans les sons musicaux, leur phase relative joue un rôle dans la perception résultante. Dans une telle situation, la hauteur perçue n'est pas déterminée par la fréquence d'une composante individuelle, mais par la relation de fréquence entre ces composantes (voir fondamentale manquante).